# 何亚非

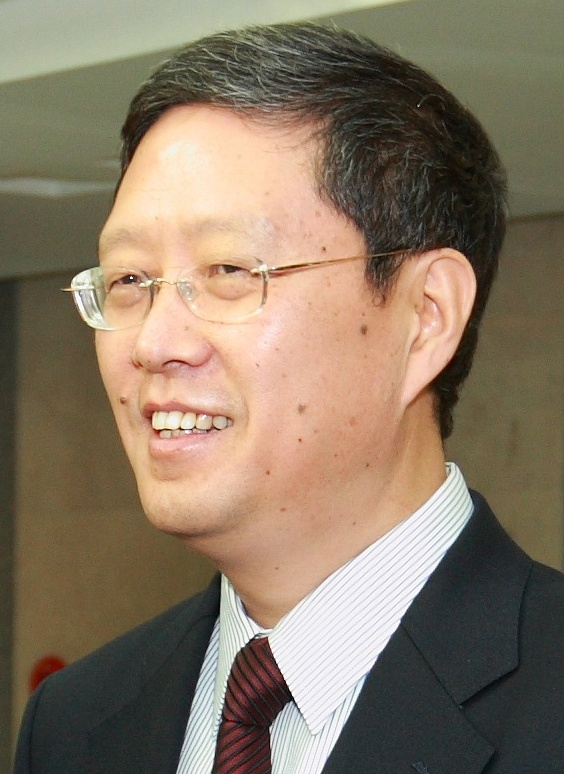
何亚非（摄于2009年）

何亚非 （1955年3月—），男，汉族，浙江宁波人，中华人民共和国政治人物。曾任国务院侨务办公室副主任。

## 生平
本科就读于杭州大学（今浙江大学）和北京外国语学院（今北京外国语大学），研究生毕业于日內瓦高級國際關係及發展學院，硕士学历。
1981年担任联合国秘书处翻译，1983年任外交部非洲司随员、副处长，开始外交生涯，曾任驻津巴布韦大使馆二秘、驻联合国代表团参赞、驻美国大使馆公使衔参赞、公使、外交部司长等职。2006年1月，任外交部部长助理。2008年7月至2010年3月，任外交部副部长。2010年3月，出任常驻联合国日内瓦办事处及瑞士其他国际组织代表。2012年2月，出任國務院僑務辦公室副主任。2016年1月，卸任国务院侨务办公室副主任职务。
2014年4月21日，获聘为暨南大学兼职教授。2014年5月26日，获聘为华侨大学国际关系学院首任院长。